# Robonaut

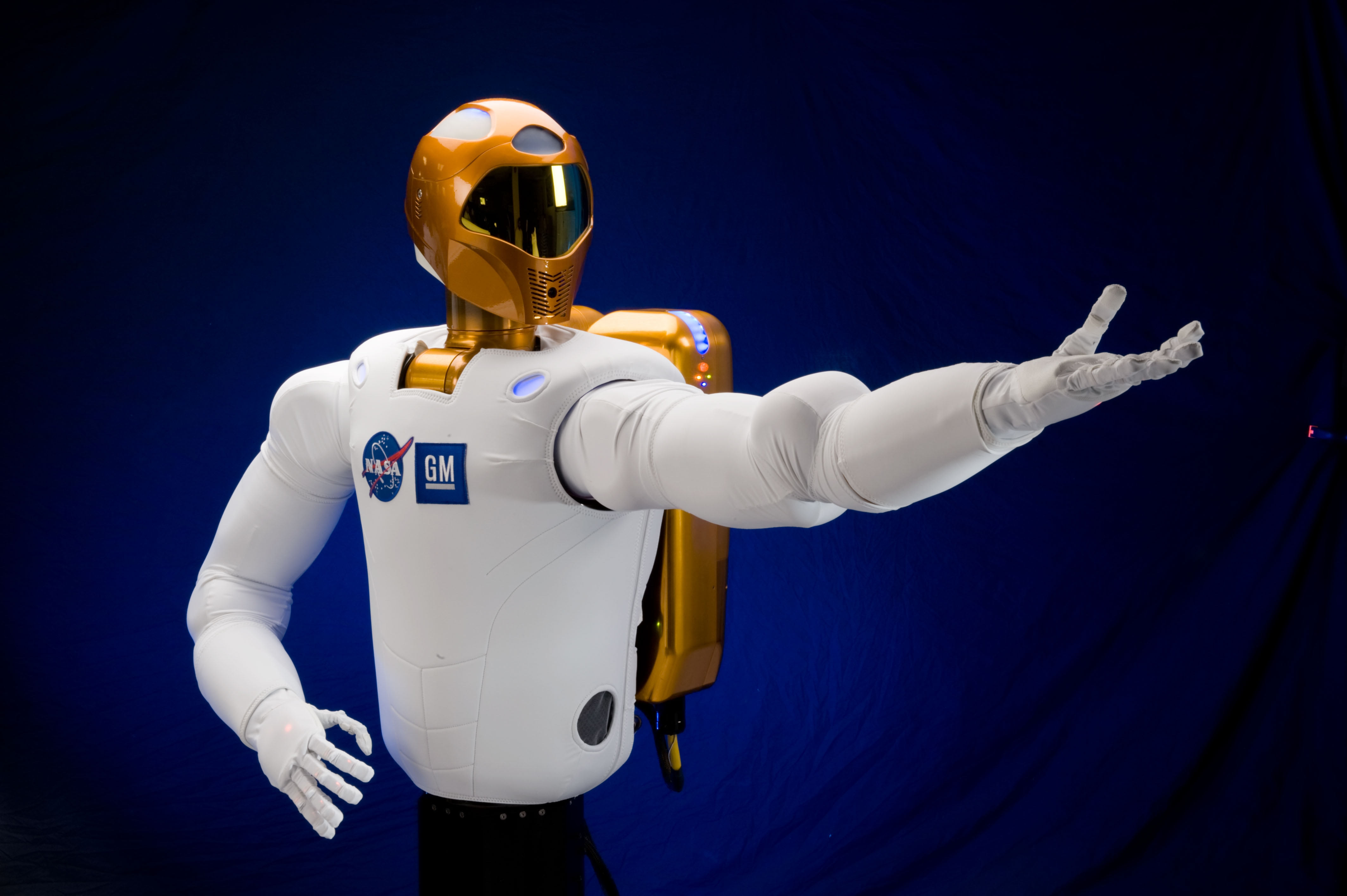
R2 - julio 2009

Robonaut es un proyecto para la construcción y desarrollo de un robot astronauta, diseñado principalmente por los laboratorios de investigación de la NASA. El robot, que carece de piernas, tiene como función principal la de ayudar a realizar tareas en el espacio que podrían ser peligrosas para el ser humano.
La gran idea super principal del proyecto Robonaut es tener una máquina controlada a distancia como los brazos robóticos de los transboradores espaciales o el de la Estación Espacial Internacional (ISS). Sin embargo este robot destaca por su diseño humanoide y su gran agilidad. El diseño cuenta con cabeza, torso y dos brazos, pesa unos 150 kg, y puede usar las mismas herramientas y trabajar en los mismos entornos peligrosos que los astronautas.
En las primeras series de robots del proyecto (R1A y R1B) colaboraron entre otras la agencia DARPA. La segunda serie de Robonaut (R2A y R2B) ha sido un trabajo conjunto entre la NASA y General Motors. No estaba previsto que esta última evolución, denominada formalmente como R2, se pusiese en órbita. Sin embargo, el satisfactorio desempeño del modelo ha provocado su traslado a la Estación Espacial Internacional, hecho que sucedió en la misión STS-133; la última misión de los transbordadores espaciales de la NASA, en febrero de 2011.

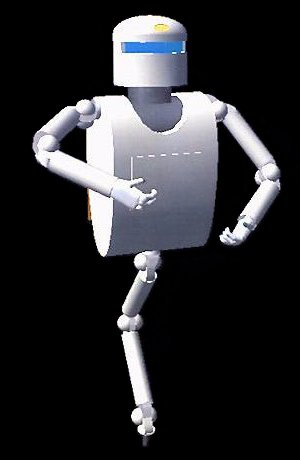
Robonaut 1996 Concept

## Subsistemas
Robonaut está compuesto por varios subsistemas entre los cuales están:
- Manos: Similares a las de los seres humanos. Le permiten realizar tareas de precisión tales como enroscar un tornillo.
- Visión: Posee visión dual lo que le permite distinguir objetos posicionados a distintas distancias entre ellos.
- Telepresencia: Tal vez su característica más importante es la que le permite ser manipulado a distancia por una persona que lleva a cabo los movimientos que quiere que desarrolle este humanoide.
- Movilidad: Puede desplazarse de diversas maneras, ya que su modo de locomoción varía según las necesidades.